# Silene aeoniopsis
Silene aeoniopsis är en nejlikväxtart som beskrevs av Joseph Friedrich Nicolaus Bornmüller. Silene aeoniopsis ingår i släktet glimmar, och familjen nejlikväxter. Inga underarter finns listade i Catalogue of Life.